# Wie die Alten den Tod gebildet
Wie die Alten den Tod gebildet ist der Titel einer Streitschrift von Gotthold Ephraim Lessing, erstveröffentlicht 1769, die eine Reihe weiterer Untersuchungen unter dem Titel anregte, insbesondere die Johann Gottfried Herders aus dem Jahre 1786.

## Gotthold Ephraim Lessings Schrift von 1769
Lessing führt seine Schrift ausdrücklich als Streitschrift ein und eröffnet sie mit einem Lob der Gattung. Die Ausführungen hierzu sind mindestens so bedeutend, wie die nachmaligen Thesen zu Todesdarstellungen in der Antike: Wir verdanken dem Medium der Streitschrift die Aufklärung wichtiger Fragen, da hier die Verschönerungen entfallen und hart zu Sache gesprochen wird – ein klares Plädoyer für eine Kultur, die Kontroversen nicht als Problem, sondern als Chance ansieht:

„Nicht zwar, als ob ich unser itziges Publicum gegen alles, was Streitschrift heißt und ihr ähnlich siehet, nicht für ein wenig allzu ekel hielte. Es scheinet vergessen zu wollen, daß es die Aufklärung so mancher wichtigen Punkte dem bloßen Widerspruche zu danken hat, und daß die Menschen noch über nichts in der Welt einig sein würden, wenn sie noch über nichts in der Welt gezankt hätten. [...]
Aber die Wahrheit, sagt man, gewinnet dabei so selten. – So selten? Es sei, daß noch durch keinen Streit die Wahrheit ausgemacht worden: so hat dennoch die Wahrheit bei jedem Streite gewonnen. Der Streit hat den Geist der Prüfung genähret, hat Vorurteil und Ansehen in einer beständigen Erschütterung erhalten; kurz, hat die geschminkte Unwahrheit verhindert, sich an der Stelle der Wahrheit festzusetzen.“

Die nachfolgende Darlegung rekurriert auf einen Angriff Christian Adolph Klotzes, der ihm, Lessing, unterstellte, er habe behauptet, die Alten hätten den Tod nicht als Gerippe dargestellt. Klotze kann hier zwar antike Darstellungen von Gerippen heranziehen und Lessing vorwerfen, er habe sie nicht zur Kenntnis nehmen wollen. Lessing kontert jedoch: er habe nicht bestritten, dass es antike Darstellungen von Skeletten und Gerippen gebe. Er habe lediglich behauptet, dass sie nicht den Tod ikonographisch darstellten.
Die eigentliche Darlegung gilt bis Seite 50 der Erstausgabe der Frage, wie die Alten – Griechen und Römer – den Tod darstellten: nach Homer als Zwillingsbruder des Schlafes, genauer: als Jüngling mit überkreuzten Beinen und Flügeln, Amor zum Verwechseln ähnlich. In der Hand halte er eine nach unten gerichtete verloschene Fackel. Zuweilen sei er zudem mit einem Kranz oder Schmetterling ausgestattet. Mit dem Kranz hätten die alten Griechen ihre Toten geehrt, der Schmetterling stehe für die Seele des Verstorbenen. Mehrere Kupferstiche belegen die These. Johann Joachim Winckelmann steht in den Diskussionen von Kunstwerken als Autorität im Raum. 
Der zweite Teil der Abhandlung gilt den überlieferten Darstellungen von Gerippen und ihrer Bedeutung, wenn sie denn keine Darstellungen des Todes sein sollen. Von Interesse ist dabei, dass die antiken Griechen überhaupt den Leichnam für unrein erachtet hätten, und ihn in der Folge den Darstellungen entzogen.

## Johann Gottfried Herders Schrift von 1786
Herder lobt im ersten Brief Lessings Arbeit, zumal sie uns angenehm sein müsse, da wir mit ihr einen neuen Blick auf den Tod als eine den Schrecken verlierende Gestalt bekommen hätten. Im zweiten Brief dekonstruiert er die einfache Ikonographie Lessings: Wir verfügen über Bilder, die ihr entsprechen, aber nachweislich, folgen wir antiken Quellen, nicht den Tod (sondern Amor) darstellen. Die Problemlösung ist eine Differenzierung: Götter werden standardisiert dargestellt, Abstrakta wie der Tod erlauben verschiedene künstlerische Angebote. Brief 3 löst die von Lessing vorgeschlagene Einheit des gesamten Phänomens auf – unter der Prämisse, dass Lessing hier eine Kultur dachte, in der der Tod natürlich ein bildlich repräsentierbarer Akteur war, nur eben nicht das Gerippe mit der Sense, sondern ein annehmlicher Jüngling. Die Antike habe der Schicksalsgöttin die Macht gegeben einzugreifen und bei Visualisierungen verschiedenste bildliche Zeichen des Todes und des Sterbens gehabt. Brief 4 geht in der Destruktion Lessings einen Schritt weiter, knüpft jedoch an Lessing an, der bereits feststellte, dass der Leichnam den Griechen als unrein galt. Thanatos, der Tod, sei den Griechen ein Schrecknis bis zur Tabuisierung gewesen – hinfällig wird hier die Eröffnung, die Antike habe ein so viel freundlicheres Bild gehabt als das Mittelalter und die Neuzeit. Stattdessen werden die Optionen nun vielfältig. Der fünfte Brief interpretiert verschiedene Grabmale, in denen die Psyche eine Rolle spielt. Zum Ende des sechsten Briefs hin kritisiert Herder Lessing offen, er habe schlicht von den Alten gesprochen und sich dabei vor allem bei spätrömischen Bildnissen aufgehalten. Der siebte Brief setzt die Dekonstruktion fort, indem er selbst die Hebräer zeitlich auseinanderdividiert und die Frage aufwirft, woher die Christen ihre Bilder hätten – aus dem Orient so die polemische Eröffnungsfrage, nachdem es momentan Mode sei, alles aus dem Orient herzuleiten? Das frühe Christentum wird mit einem vielfältigen antiken Symbolrepertoire ausgestattet. In der weiteren Historie bricht es jedoch mit den Traditionen:

„Auch haben sich die Christen der ersten Jahrhunderte, insonderheit in Rom, lange von diesem Gerippe freigehalten und es ist sonderbar zu sehen, wie sie die Symbole auf den Grabmahlen der Heiden allmälich verwandelt haben. So kommen z. B. die beiden Genien mit der Fackel, die Delphine, ja selbst der Vogel mit [373] dem Schmetterlinge Anfangs noch war, bis nach und nach aus dem Vogel die Taube des Noah mit dem Oelzweige, aus den streitenden Hähnen der Hahn des Petrus, aus den Löwen die Löwen Daniels, aus den Genien Engel, aus den Delphinen weidende Schaafe werden und statt der Götter- und Heldengeschichte, die Geschichte der Bibel auftritt. Selbst die kleinern Symbole der ersten, zumal römischen Christen, der Anker, die Leier oder gar Orpheus mit derselben, das segelnde Schiff u. f. waren alte Symbole; und nur dem Dunkel der nordischen Mitternacht blieb er aufbehalten, dem Tode Schloß und Burg, eine Rittergestalt vor dem Thor der Hölle und zuletzt die Galanterie zu geben, daß er mit allen Ständen der Erde umhertanze. Zum Christenthum gehört dies eben so wenig, als zur Religion des Dalai-Lama in Tibet.
Erlauben sie mir also, m. Fr. daß ich von dieser Maske wegsehe und mich noch mit [374] Einem Blick an den bessern Hoffnungen freue, die uns das Christenthum zur Gewißheit gemacht hat. Nicht Bilder hat es uns gegeben: denn diese sind nur für Kinder; sondern Wahrheit und Ueberzeugung. Und eben diese hellere Wahrheit hat jene Bilder verdrängt, die nur in der Morgenröthe dem menschlichen Verstande zureichend seyn konnten. Offenbar sind wir, wie über das Reich des Pluto, so über alle jene schöne Kinderspiele von Amor und Psyche, der Luna und dem Endymion hinweg, wenn wir nicht reinere höhere Wahrheit in sie kleiden; und dieser hat das Christenthum gleichsam das Thor geöfnet. Es hat die Hoffnung eines andern Lebens nicht zu einer philosophischen Frage, noch weniger zu einem neuen Kunstbilde, aber wohl zum Volksglauben gemacht und an sie die erhabensten Wahrheiten der Vernunft und Menschwürde geknüpfet.“

## Ausgaben
- Johann Gotthold Ephraim Lessing, Wie die Alten den Tod gebildet. Eine Abhandlung (Berlin: Christian Friedrich Voß, 1769). Digitalisat: Archive.org Volltext Zeno.org
- Johann Gottfried Herder, "Wie die Alten den Tod gebildet? Ein Nachtrag zu Leßings Abhandlung desselben Titels und Inhalts", in: Zerstreute Blätter. Zweite Sammlung (Gotha: Carl Wilhelm Ettinger, 1786), S. 273–280. Digitalisat und Transkript Wikisource